# Poliserna i våldsvågen
Poliserna i våldsvågen är en svensk realityserie som hade premiär på TV4 Play den 19 februari 2024. Första säsongen består av sex avsnitt. Seriens andra säsong hade premiär den 27 februari 2025.

## Handling
Sverige skakas av explosioner och skjutningar. Dokumentärserien kretsar kring de tre poliserna Rissa, Michael och Rickard, och följer dem på nära håll när de hanterar skottskadade, möter medborgare och arbetar mot de gängkriminella.